# James Willard
Arthur James «Jim» Willard (Tambaroora, Nova Gal·les del Sud, 22 d'abril de 1893 − 10 de juny de 1968) fou un jugador de tennis australià.
Va guanyar dos títols de Grand Slam en dobles mixts junt a Daphne Akhurst. Va disputar un total de set finals de Grand Slam: una individual, dues de dobles masculins i quatre de dobles mixts. També va participar en els Jocs Olímpics de París de 1924 en categoria individual i dobles masculins, i va formar part de l'equip australià de Copa Davis en l'edició de 1930.

## Torneigs de Grand Slam

### Individual: 1 (0−1)
| Resultat  | Núm. | Any  | Campionat                  | Oponent     | Marcador      |
| --------- | ---- | ---- | -------------------------- | ----------- | ------------- |
| Finalista | 1.   | 1926 | Australasian Championships | John Hawkes | 1−6, 3−6, 1−6 |

### Dobles masculins: 2 (0−2)
| Resultat  | Núm. | Any  | Campionat                  | Parella      | Oponents                     | Marcador           |
| --------- | ---- | ---- | -------------------------- | ------------ | ---------------------------- | ------------------ |
| Finalista | 1.   | 1928 | Australasian Championships | Edgar Moon   | Jean Borotra Jacques Brugnon | 2−6, 6−4, 4−6, 4−6 |
| Finalista | 2.   | 1930 | Internationaux de France   | Harry Hopman | Henri Cochet Jacques Brugnon | 3−6, 7−9, 3−6      |

### Dobles mixts: 4 (2−2)
| Resultat  | Núm. | Any  | Campionat                      | Parella        | Oponents                               | Marcador |
| --------- | ---- | ---- | ------------------------------ | -------------- | -------------------------------------- | -------- |
| Guanyador | 1.   | 1924 | Australasian Championships     | Daphne Akhurst | Esna Boyd Robertson Gar Hone           | 6−3, 6−4 |
| Guanyador | 2.   | 1925 | Australasian Championships (2) | Daphne Akhurst | Sylvia Lance Harper Robert Schlesinger | 6−4, 6−4 |
| Finalista | 1.   | 1926 | Australasian Championships     | Daphne Akhurst | Esna Boyd Robertson John Hawkes        | 2−6, 4−6 |
| Finalista | 2.   | 1927 | Australian Championships (2)   | Youtha Anthony | Esna Boyd Robertson John Hawkes        | 1−6, 3−6 |